# نويفا جيرونا
نويفا جيرونا هي مدينة، في كوبا، تتبع جزيرة الشباب ، وهي عاصمتها، بلغ عدد سكانها 46,264 نسمة.

## توأمة
لنويفا جيرونا اتفاقيات توأمة مع:
- جيرونة

## أعلام
- ميشيل إنريكيز